# Reichensachsen
Reichensachsen ist ein Ortsteil der Gemeinde Wehretal im nordhessischen Werra-Meißner-Kreis und Sitz der Gemeindeverwaltung.

## Geographie
Das geschlossenes Dorf mit ursprünglich einfachem, langgezogenem Grundriss liegt an der Mündung des Leimbachs in die Wehre, ca. 6 km südwestlich der Stadtmitte von Eschwege. Die jüngere Siedlungsentwicklung erfolgte entlang der in Nord-Süd-Richtung verlaufenden Bundesstraße 452 sowie östlich davon. Das sogenannte Schloss mit Wirtschafts- und Wohngebäuden befindet sich im westlichen Ortsteil nahe der der Pfarrkirche und der ehemalige Boyneburgische Gutshof liegt im Osten des Ortes. Das Gebiet des Ortsteils besteht aus der Gemarkung Reichensachsen im der Mitte des Gemeindegebiets mit einer Fläche von 1352 Hektar, davon sind 396 Hektar Wald.
In der Gemarkung liegen die folgenden aktuellen bzw. historischen Siedlungsplätze:
- Am Bahnhof[3]
- Hof „Am Geidelbach“[4]
- Hof „Am Weinberg“[5]
- Hof „Auf der Hufe“[6]
- Wüstung Bornershausen[7]
- Burg Reichensachsen[8][9]
- Forstbezirk Reichensachsen[10]
- Wüstung Korczenbach[11]
- Gewebesiedlung Langenhainer Straße[12]
- Mittelmühle[13]
- Obermühle[14]
- Riedmühle[15]
- Wüstung Rimoldshain[16]
- Wüstung Rudolfesdorf[17]
- Gewerbesiedlung Trimbach[18]
- Wüstung Trimberg[19]
- Wüstung Vierbach (Germaramark)[20]
- Wüstung Wassenhausen[21]

Die Ortslage befindet sich auf 173 bis 219 m ü. NHN und der höchste Punkt ist der Zungekopf mit 390 Meter Höhe im Südwesten auf der Gemarkungsgrenze zu Oetmannshausen. Hausberg ist der 423 m hohe und durch mehrere Wanderwege erschlossene Spitzenberg mit dem Wichtelbrunnen und der Wichtelstube. An den Ortsteil Reichensachsen grenzen, von Norden beginnend, im Uhrzeigersinn, die Eschweger Stadtteile Niddawitzhausen und Oberhone, im Osten die Kernstadt Eschwege und Wehretal-Langenhain, im Süden Ringgau-Datterode und Sontra-Wichmannshausen und im Westen Waldkappel-Bischhausen. Östlich des Ortskerns verlaufen die Bahnstrecke Bebra–Göttingen, die Bundesstraße 452 und die Autobahn 44. Durch den Ort verläuft die Bundesstraße 452 die von Eschwege im Norden zur B 27 im Süden verläuft. In deren Verlängerung erreicht sie nach wenigen Kilometern die Anschlussstelle Ringgau der A 44. Hier treffen auch die B 7 und B 400 aufeinander. Aus dem Ort besteht außerdem eine direkte Verbindung zur B 27, wo dann nach nur ca. einem Kilometer Richtung Süden die Anschlussstelle Eschwege der A 44 liegt. Über die Bahnhofstraße ist der Bahnhaltepunkt „Wehretal-Reichensachsen“ zu erreichen. Er liegt an der Bahnstrecke Bebra–Göttingen, einem Abschnitt der alten Nord-Süd-Strecke von Hannover nach Frankfurt am Main und Würzburg.

## Geschichte

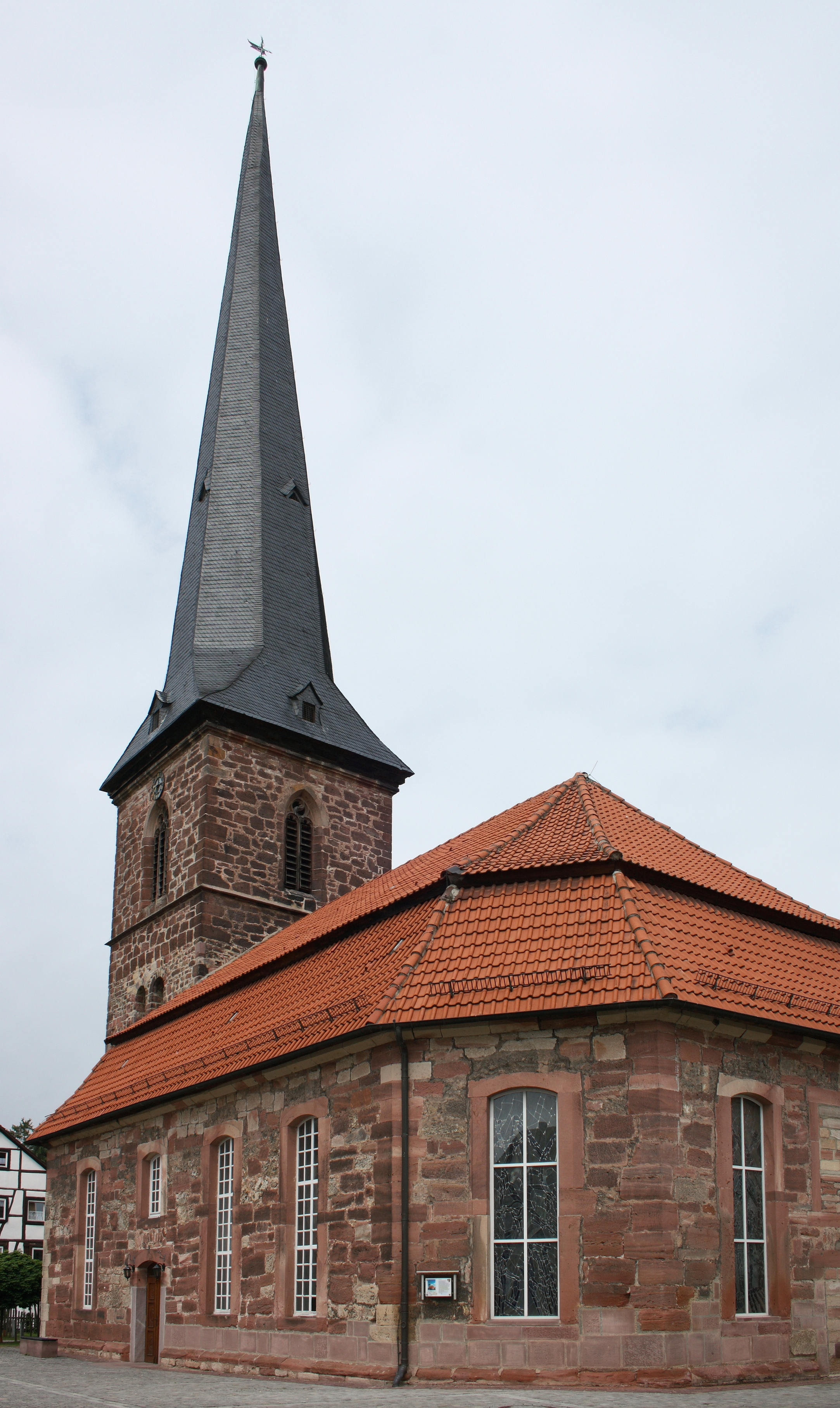
Evangelische Pfarrkirche in Reichensachsen

### Ortsgeschichte
Die älteste bekannte schriftliche Erwähnung von Reichensachsen erfolgte unter dem Namen Sassen im Jahr 1253.
Weitere Erwähnungen erfolgten unter den Ortsnamen (in Klammern das Jahr der Erwähnung): Sayssen (1320), zu den Sassen (1348) und Richensaczen (1355).
Die dominierenden Grundherren waren die Herren von Boyneburg, weshalb Reichensachsen in der frühen Neuzeit auch zum teilautonomen Gericht Boyneburg gehörte. Anteilig waren die Landgrafschaft Hessen, die Herren von Eschwege und das Kloster Germerode im Ort begütert. Als „Mengedorf“, in dem die Landgrafen von Hessen-Kassel und die Herren von Boyneburg Besitzungen hatten, unterstanden die vormals „bemmelbergischen“ Untertanen ab 1654 dem neu gegründeten landgräflichen Amt Bischhausen, das Dorf als solches blieb jedoch bis zum Aussterben derer von Boyneburg-Hohenstein 1792 Teil des Gerichts Boyneburg. Ab 1821 gehörte Reichensachsen zum Kreis Eschwege.
Hessische Gebietsreform (1970–1977)
Zum 1. Oktober 1971 wurde im Zuge der Gebietsreform in Hessen die Gemeinde Vierbach auf freiwilliger Basis in die Gemeinde Reichensachsen eingemeindet. Zum 31. Dezember 1971 wurde Hoheneiche in die Gemeinde Reichensachsen eingegliedert. Gleichzeitig erhielt die neue Gemeinde den Namen Wehretal. Reichensachsen wurde der Verwaltungssitz von Wehretal. Ein Ortsbezirk nach der Hessischen Gemeindeordnung wurden für Reichensachsen nicht errichtet.

### Verwaltungsgeschichte im Überblick
Die folgende Liste zeigt die Staaten und Verwaltungseinheiten, denen Reichensachsen angehört(e):
- vor 1567: Heiliges Römisches Reich, Landgrafschaft Hessen, Amt Eschwege, Samtgericht Boyneburg
- ab 1567: Heiliges Römisches Reich, Landgrafschaft Hessen-Kassel, Amt Eschwege, Samtgericht Boyneburg
  - 1627–1834: Landgrafschaft Hessen-Rotenburg (sogenannte Rotenburger Quart), teilsouveränes Fürstentum unter reichsrechtlicher Oberhoheit der Landgrafschaft Hessen-Kassel bzw. des Kurfürstentums Hessen, Amt Eschwege, Dorf derer von Boyneburg-Hohenstein („adelige Quart“)
- ab 1654: Heiliges Römisches Reich, Landgrafschaft Hessen-Kassel, Amt Bischhausen, Samtgericht Boyneburg
- ab 1792: Heiliges Römisches Reich, Landgrafschaft Hessen-Kassel, Amt Bischhausen
- ab 1803: Heiliges Römisches Reich, Kurfürstentum Hessen, Amt Bischhausen
- ab 1806: Landgrafschaft Hessen-Kassel, Amt Bischhausen
- 1807–1813: Königreich Westphalen, Departement der Werra, Distrikt Eschwege, Kanton Reichensachsen
- ab 1814: Kurfürstentum Hessen, Amt Bischhausen[27]
- ab 1821/22: Kurfürstentum Hessen, Provinz Niederhessen, Kreis Eschwege[28][Anm. 2]
- ab 1848: Kurfürstentum Hessen, Bezirk Eschwege
- ab 1851: Kurfürstentum Hessen, Provinz Niederhessen, Kreis Eschwege
- ab 1867: Königreich Preußen, Provinz Hessen-Nassau, Regierungsbezirk Kassel, Kreis Eschwege
- ab 1871: Deutsches Reich, Königreich Preußen, Provinz Hessen-Nassau, Regierungsbezirk Kassel, Kreis Eschwege
- ab 1918: Deutsches Reich, Freistaat Preußen, Provinz Hessen-Nassau, Regierungsbezirk Kassel, Kreis Eschwege
- ab 1944: Deutsches Reich, Freistaat Preußen, Provinz Kurhessen, Landkreis Eschwege
- ab 1945: Deutsches Reich, Amerikanische Besatzungszone, Groß-Hessen, Regierungsbezirk Kassel, Landkreis Eschwege
- ab 1946: Deutsches Reich, Amerikanische Besatzungszone, Hessen, Regierungsbezirk Kassel, Landkreis Eschwege
- ab 1949: Bundesrepublik Deutschland, Hessen, Regierungsbezirk Kassel, Landkreis Eschwege
- ab 1972: Bundesrepublik Deutschland, Hessen, Regierungsbezirk Kassel, Landkreis Eschwege, Gemeinde Wehretal
- ab 1974: Bundesrepublik Deutschland, Hessen, Regierungsbezirk Kassel, Werra-Meißner-Kreis, Gemeinde Wehretal

### Gerichte
Die Gerichtsbarkeit über Reichensachsen wurde im Mittelalter durch das Gericht Boyneburg ausgeübt. Nach langen Rechtstreirigkeitden zwischen der Herren von Boyneburg kam es 1449 zu einem Vergleich, und ab 1460 hielten die von Boyneburg die Burg und den dazu gehörigen ehemaligen Reichsbesitz als landgräflich-hessisches Erblehen. Mit dem Aussterben der Herren von Boyneburg-Hohenstein 1792 ging das Gericht an das Kurfürstentum Hessen, die es dem Amt Bischhausen zuschlug.
Die weitere Zuständigkeit entwickelte sich wie folgt:
- 1807–1813: Friedensgericht Reichensachsen im Königreich Westphalen[Anm. 3]
- 1814: Amt Bischhausen
- 1822: Justizamt Eschwege erste Instanz, zweite Instanz Obergericht für die Provinz Niederhessen
- 1834: Justizamt Eschwege II
- 1867: Amtsgericht Eschwege (nach der Annexion durch Preußen), zweite Instanz Kreisgericht Kassel
- 1879: Amtsgericht Eschwege erste Instanz (durch das Reichsjustizgesetze), zweite Instanz Landgericht Kassel

### Bevölkerung
Einwohnerentwicklung
- 1585: 50 Haushaltungen[2]
- 1747: 203 Haushaltungen[2]

| Reichensachsen: Einwohnerzahlen von 1834 bis 2023 | Reichensachsen: Einwohnerzahlen von 1834 bis 2023 | Reichensachsen: Einwohnerzahlen von 1834 bis 2023 | Reichensachsen: Einwohnerzahlen von 1834 bis 2023 | Reichensachsen: Einwohnerzahlen von 1834 bis 2023 |
| --- | ------------------------------------------------- | ------------------------------------------------- | ------------------------------------------------- | ------------------------------------------------- |
| Jahr |                                                   |                                                   |                                                   | Einwohner                                         |
| 1834 | 1834                                              |                                                   | 1.563                                             | 1.563                                             |
| 1840 | 1840                                              |                                                   | 1.675                                             | 1.675                                             |
| 1846 | 1846                                              |                                                   | 1.680                                             | 1.680                                             |
| 1852 | 1852                                              |                                                   | 1.645                                             | 1.645                                             |
| 1858 | 1858                                              |                                                   | 1.696                                             | 1.696                                             |
| 1864 | 1864                                              |                                                   | 1.741                                             | 1.741                                             |
| 1871 | 1871                                              |                                                   | 1.688                                             | 1.688                                             |
| 1875 | 1875                                              |                                                   | 1.662                                             | 1.662                                             |
| 1885 | 1885                                              |                                                   | 1.657                                             | 1.657                                             |
| 1895 | 1895                                              |                                                   | 1.771                                             | 1.771                                             |
| 1905 | 1905                                              |                                                   | 1.799                                             | 1.799                                             |
| 1910 | 1910                                              |                                                   | 1.875                                             | 1.875                                             |
| 1925 | 1925                                              |                                                   | 1.923                                             | 1.923                                             |
| 1939 | 1939                                              |                                                   | 2.061                                             | 2.061                                             |
| 1946 | 1946                                              |                                                   | 2.834                                             | 2.834                                             |
| 1950 | 1950                                              |                                                   | 2.950                                             | 2.950                                             |
| 1956 | 1956                                              |                                                   | 2.729                                             | 2.729                                             |
| 1961 | 1961                                              |                                                   | 2.702                                             | 2.702                                             |
| 1967 | 1967                                              |                                                   | 2.736                                             | 2.736                                             |
| 1970 | 1970                                              |                                                   | 2.749                                             | 2.749                                             |
| 1980 | 1980                                              |                                                   | ?                                                 | ?                                                 |
| 1990 | 1990                                              |                                                   | ?                                                 | ?                                                 |
| 2000 | 2000                                              |                                                   | ?                                                 | ?                                                 |
| 2011 | 2011                                              |                                                   | 3.396                                             | 3.396                                             |
| 2023 | 2023                                              |                                                   | 3.393                                             | 3.393                                             |
| Datenquelle: Historisches Gemeindeverzeichnis für Hessen: Die Bevölkerung der Gemeinden 1834 bis 1967. Wiesbaden: Hessisches Statistisches Landesamt, 1968. Weitere Quellen: bis 1970; Gemeinde Wehretal; Zensus 2011 |                                                   |                                                   |                                                   |                                                   |

Historische Religionszugehörigkeit
| Quelle: Historisches Ortslexikon |                                                                                             |
| • 1885:                          | 1225 evangelische (= 92,03 %), 14 katholische (= 0,84 %), 118 jüdische (= 7,12 %) Einwohner |
| • 1961:                          | 2374 evangelische (= 84,86 %), 165 katholische (= 9,81 %) Einwohner                         |

## Religion

### Christliche Gemeinde
Kirchengebäude
Die Kirche in Reichensachsen ist ein Saalbau mit dreiseitigem Schluss und einem Mansarddach aus dem Jahr 1773. der romanische Westturm aus Sandsteinquadern trägt einen mit spätgotischen Turmhelm.
Bekenntniswechsel
Der erster nachweisbarer evangelischer Pfarrer war Johannes Schade der bis 1562 wirkte. Die reformierte Gemeinde musste 1627–1635, unter hessen-darmstädter Herrschaft zur lutherischen Konfession wechseln, danach wieder reformiert.
Pfarrzugehörigkeit
- Das Kirchenpatronat lag bei der Familie von Boyneburg. Es wurde 1660 allerdings nicht durch Familie von Boyneburg-Hohenstein, sondern von denen zu Boyneburg-Bischhausen und Ladenbach und denen von Bemmelberg gemeinsam mit Hessen ausgeübt.
- Für das Jahr 1585 ist belegt, dass Reichensachsen  ein Filialort von der Pfarrei Wichmannshausen ist.
- 1872 wurde Langenhain als beständiges Vikariat der Gemeinde Reichensachsen ausgewiesen. Dieses wurde 1986 in das Kirchspiel Oetmannshausen umgepfarrt.
- Heute ist Reichensachsen eine selbstäändige evangelische Kirchengemeinde.[30]
- Die katholischen Einwohner werden durch die St. Elisabeth in Eschwege betreut.

### Ehemalige Jüdische Gemeinde
Neben dem allgemeinen Friedhof besteht ein nicht mehr genutzter jüdischer Friedhof, der im Denkmalverzeichnis des Landesamts für Denkmalpflege Hessen als Kulturdenkmal aus geschichtlichen Gründen ausgewiesen ist. 1903 wurde eine Synagoge erbaut. Während der Pogromnacht von 1938 wurde ihre Inneneinrichtung völlig zerstört. Von den 90 Juden und Jüdinnen, die 1933 noch im Ort lebten, wanderte ein Großteil nach der Machtergreifung der Nazis aus oder verzog in andere Städte. 1940 wurden die 33 verbliebenen jüdischen Bewohner des Ortes deportiert und ermordet. Ein Gedenkstein für die Opfer des Holocausts, in der Langenhainer Straße, erinnert seit 2003 an sie.

## Kultur und Sehenswürdigkeiten

### Regelmäßige Veranstaltungen
Seit mehr als 50 Jahren findet in Reichensachsen das Wichtelfest statt. Der Termin ist normalerweise das dritte Wochenende im Juni.
Höhepunkt der fünftägigen Feierlichkeiten ist der sonntägliche große Festzug. Montag morgens bis spät in die Nacht findet der traditionelle Frühschoppen im Zelt statt.

### Sport
In Reichensachsen gibt es einen Sportverein (SV Reichensachsen 1910 e. V.) mit über 1000 Mitgliedern. Dort werden unter anderem Fußball, Handball, Tischtennis, Tennis, Volleyball, Badminton und Gymnastik angeboten. Der Verein wurde 2008 vom damaligen hessischen Innenminister Volker Bouffier und dem Präsidenten des Landessportbundes Hessen Rolf Müller mit dem Heinz-Lindner-Preis ausgezeichnet.

### Bauwerke
- Evangelische Kirche Reichensachsen
- Die 1953 erbaute katholische St.-Peter-Kirche wurde 2020 wieder profaniert.[32]

## Infrastruktur
- Im Ort gibt es ein Dorfgemeinschaftshaus und eine Grundschule.
- Der Eisenbahnhaltepunkt Wehretal-Reichensachsen an der Strecke Bebra–Göttingen wird von der NVV-Linie RB87 bedient.

| Linie | Verlauf | Takt   |
| ----- | --- | ------ |
| RB87  | Göttingen – Friedland (Han) – Eichenberg – Bad Sooden-Allendorf – Eschwege-Niederhone – Eschwege – Eschwege-Niederhone – Wehretal-Reichensachsen – Sontra – Bebra (fährt im Abschnitt Göttingen – Eichenberg mit RB83 vereinigt) Stand: Fahrplanwechsel Dezember 2021 | 60 min |
- Daneben hat Reichensachsen drei Bushaltestellen, die stündlich durch die Linie 200 Hessisch-Lichtenau – Reichensachsen – Eschwege sowie die Linie 240 Ringgau – Reichensachsen – Eschwege angefahren werden. Verbindung besteht jeweils zur vollen Stunde nach Eschwege und zur halben Stunde nach Hessisch-Lichtenau beziehungsweise Richtung Ringgau.
- Südlich bzw. südwestlich des Dorfs entstanden seit 2016 die Wehretalbrücke Reichensachsen, der Tunnel Trimberg und der Tunnel Spitzenberg der Bundesautobahn 44, die alle im Dezember 3024 für den Verkehr freigegeben wurden.

## Persönlichkeiten

### Söhne und Töchter von Reichensachsen
- Ludwig von Baumbach zu Kirchheim (1799–1883), Offizier, Politiker, Farmer, Bankier und Konsul
- Karl Herwig (1816–1876), Ortsbürgermeister und Mitglied des kurhessischen Landtags
- Karl von Eschwege (1826–1890), Verwaltungsbeamter, Landrat des Kreises Fritzlar
- Karl Küllmer (1877–1942), Gewerkschaftssekretär, Abgeordneter des Provinziallandtages der Provinz Hessen-Nassau
- Rainer Cadenbach (1944–2008), Musikwissenschaftler und Hochschullehrer

### Persönlichkeiten, die vor Ort gewirkt oder gelebt haben
- Ernst Alexander von Eschwege (1948–2000), Filmregisseur, gestorben in Reichensachsen
- Markus Zimmer (1964–2006), Musiker, in Reichensachsen aufgewachsen
- Christoph Hettehausen  (1901–1991), Kaufmann, Chronist und Heimatforscher